# Bentley Hunaudières
El Bentley Hunaudières es un prototipo de automóvil superdeportivo presentado por el fabricante inglés Bentley en el Salón Internacional del Automóvil de Ginebra en 1999. El Hunaudières tiene transmisión manual de 5 velocidades y es propulsado por un motor W16 de 8 L (8004 cc) fabricado por Volkswagen que produce 623 CV a 6000 revoluciones por minuto. Su velocidad máxima es de 350 km/h.
El nombre Hunaudières rinde homenaje a la famosa recta del Circuito de la Sarthe, donde Sir Tim Birkin en un "Blower Bentley" superó a Rudolf Carraciola en un Mercedes-Benz SSK a 201 km/h con una rueda sobre la hierba en la recta Hunaudières.